# District de Karbi Anglong
Le district de Karbi Anglong est une zone administrative de l'état d’Assam en Inde. La capitale administrative du district est située à Diphu. Le district s’étend sur une superficie de 10 434 km2 soit 13,3 % de la superficie de l'état. Le district est composé de deux divisions, Hamren et Diphu. Le nom du district a été changé le 14 octobre 1976, de celui de Mikir Hills en celui de Karbi Anglong.

## Démographie
Le district compte une population de 956 313 habitants en 2011.
C'est le fief traditionnel des Karbis, ceux-ci forment d'ailleurs la principale population. Outre les Karbis, les Lalungs (Tiwas), Dimasa Kacharis, Rengma Nagas, Kuki, Garos, Khasis et Shyams occupent plusieurs poches du district et gardent leur identité propre.

## Géographie
Le nord du district est montagneux assez irrigué, le massif s'appelle Mikir Hills, le sud, dans la subdivision de Diphu, est plus plat. Environ 85 % du district est couvert de collines dont les plus hautes atteignent une altitude de 1 360 mètres.
Quelques vallées dans la partie orientale offrent des plaines comme celle formée par les rivières Jamuna, Kapili et Dhansiri. La Mora Diphlu serpente au sud du Parc national de Kaziranga. Les autres cours d’eau de moindre importance sont le Kaliani, le Barapani, le Patradisa et le Dikharu.

### Occupation humaine
Au nord, l'autoroute nationale 37 sépare le parc national de Kaziranga des zones forestières du district.

## Environnement
Les zones forestières naturelles, difficilement accessibles pour certaines, possèdent des arbres géants, des espèces endémiques. Le district est couvert par 6 044 km2 de forêt dense et de 2 776 km2 de forêt claire. Quatre types de biome y sont principalement présent, les  forêts semi-humides (2BC 1/b et 2 BC), la forêt humide mixte (3C/C 3b), le biome des zones ripariennes, des zones de forêts claires avec des massifs de bambou.

### Gestion de l’environnement
L’environnement de la zone est, depuis le 1er janvier 1997, géré par le Karbi Anglong Autonomous Council, un conseil local. Le pouvoir en a été délégué par l'office forestier de l’état qui n'a plus qu’un rôle consultatif. La zone est subdivisée en trois divisions territoriales Karbi Anglong East, Karbi Anglong West et Hamren et en trois divisions fonctionnelles qui sont celle du reboisement nord, celle du plan et la division sylvicole. Chacune de ces divisions est dirigée par un forest officer de l’Indian Forest Service sous la direction d’un Conservateur des forêts. Deux jardins botaniques sont à la disposition de ce dernier afin de déterminer au mieux les essence et technique les plus appropriées pour le reboisement.
Le plus ancien Wildlife Sanctuary de la zone est le Garampani Wildlife Sanctuary, il ne mesure que 6 km2 et a été créé en 1957. Pour se conformer à la directive nationale qui prévoit que 4 % du territoire doit être protégé au minimum au niveau de protection accordé à un sanctuaire, le conseil autonome du district a dû accorder le statut à quatre nouveaux sanctuaires ; aussi les aires de Nambor Wildlife Santuary, Karbi Anglong Wildlife Sanctuary, East Karbi Anglong Wildlife Santuary n’ont acquis ce statut qu'en 2000. Ces zones ne représentent que 3,49 % de la superficie du district soit 360,86 km². Le quota devrait être largement atteint après que le sanctuaire Marat Longri Wildlife Sanctuary, pourtant proposé dès 1999, obtient le statut puisqu’il occupe à lui seul 451,87 km2 avec les quatre Reserved forests qui le jouxtent.
La charge de ce service est de gérer plusieurs Reserved forests de statuts différents. Les Reserved forests d’état couvrent 1 962,06 km2, celle du conseil de district 1 011,26 km2. 1 317,01 km2 étant en attente de classement.
La division de reboisement avait pour mission dans les années 1900 de replanter 63 605 ha d’arbres parmi lesquels le Teck, le Gmelina arborea, Michelia champaca, le fromager Bombax ceiba, Sterculia villosa, Lagerstroemia flos-reginae, Pinus khasya. Un plan similaire a été ensuite lancé mais les services forestiers ne sont pas parvenu à remplir leur objectif pourtant plus modeste avec 20 000 ha ha prévus en raison des maigres fonds alloués à la réussite du projet. Ils n’ont pu en planter que 7 536 ha hectares.

### Les menaces sur les zones protégées
Les reserved forests permettent dans une certaine mesure des activités humaines agricoles ce qui ne va pas sans poser des problèmes à la faune et la flore locale. Les populations locales pratiquent une culture sur brûlis appelée Jhum. L’augmentation de la population crée des difficultés croissantes avec les protecteurs de la forêt et la faune. Les conflits entre les éléphants et les autres grands herbivores qui pillent régulièrement les récoltes de canne à sucre ou de riz provoquent quelquefois des morts d’hommes, et par représailles la mort de ces animaux.

## La faune et la flore
On  y retrouve la même faune qu'au parc de Kaziranga, les oiseaux les plus aquatiques préférant cependant la plaine inondable du parc dans la vallée.